# Europeiska inomhusmästerskapen i friidrott 1989
Europeiska inomhusmästerskapen i friidrott 1989  genomfördes 1989 i Haag, Nederländerna. 

## Medaljörer, resultat

### Herrar

#### 60 m
- 1 Andreas Berger, Österrike – 6,56
- 2 Matthias Schlicht, Västtyskland – 6,58
- 3 Michael Rosswess, Storbritannien – 6,59

#### 200 m
- 1 Ade Mafe, Storbritannien   – 20,92
- 2 John Regis, Storbritannien   – 21,00
- 3 Bruno Marie-Rose, Frankrike – 21,14

#### 400 m
- 1 Cayetano Cornet, Spanien  – 46,21
- 2 Brian Whittle, Storbritannien – 46,49
- 3 Klaus Just, Västtyskland – 46,80

#### 800 m
- 1 Steve Heard, Storbritannien – 1.48,84
- 2 Rob Druppers, Nederländerna – 1.48,96
- 3 Joachim Heydgen, Västtyskland – 1.49,75

#### 1 500 m
- 1 Hervé Phélippeau, Frankrike – 3.47,42
- 2 Han Kulker, Nederländerna – 3.47,57
- 3 Sergej Afanasjev, Sovjetunionen – 3.47,63

#### 3 000 m
- 1 Dieter Baumann, Västtyskland – 7.50,43
- 2 Abel Antón, Spanien  –  7.51,88
- 3 Jacky Carlier, Frankrike –  7.52,23

#### 60 m häck
- 1 Colin Jackson, Storbritannien   – 7,59
- 2 Holger Pohland, Östtyskland  – 7,65
- 3 Philippe Tourret, Frankrike  – 7,67

#### Stafett 4 x 400 m
- Ingen tävling

#### Höjdhopp
- 1 Dietmar Mögenburg, Västtyskland – 2,33
- 2 Dalton Grant, Storbritannien – 2,33
- 3 Aleksej Jemelin, Sovjetunionen – 2,30

#### Längdhopp
- 1 Emiel Mellaard, Nederländerna – 8,14
- 2 Antonio Corgos, Spanien – 8,12
- 3 Frans Maas, Nederländerna – 8,11

#### Stavhopp
- 1 Grigorij Jegorov, Sovjetunionen – 5,75
- 2 Igor Potapovitj, Sovjetunionen  – 5,75
- 3 Miroslaw Chmara, Polen  – 5,70

#### Trestegshopp
- 1 Nikolaj Musijenko, Sovjetunionen – 17,30
- 2 Volker Mai, Östtyskland – 17,25
- 3 Milan Mikuláš, Tjeckoslovakien – 17,23

#### Kulstötning
- 1 Ulf Timmermann, Östtyskland – 21,68
- 2 Karsten Stolz, Västtyskland – 20,22
- 3 Georg Andersen, Norge – 20,22

### Damer

#### 60 m
- 1 Nelli Cooman, Nederländerna – 7,15
- 2 Laurence Billy, Frankrike – 7,19
- 3 Sisko Hanhijoki, Finland – 7,23

#### 200 m
- 1 Marie-José Pérec, Frankrike – 23,21
- 2 Regula Aebi, Schweiz – 23,28
- 3 Sabine Tröger, Österrike – 23,35

#### 400 m
- 1 Sally Gunnell, Storbritannien – 52,04
- 2 Marina Sjmonina, Sovjetunionen – 52,36
- 3 Anita Protti, Schweiz – 52,57

#### 800 m
- 1 Doina Melinte, Rumänien – 1.59,89
- 2 Ellen Kiessling, Östtyskland – 2.01,24
- 3 Tatjana Grebentjuk, Sovjetunionen  – 2.01,63

#### 1 500 m
- 1 Paula Ivan, Rumänien – 4.07,16
- 2 Marina Jatjmenjova, Sovjetunionen – 4.07,77
- 3 Svetlana Kitova, Sovjetunionen – 4.08,36

#### 3 000 m
- 1 Elly van Hulst, Nederländerna – 9.10,01
- 2 Nicky Morris, Storbritannien – 9.12,37
- 3 Maricica Puica, Rumänien – 9.15,49

#### 60 m häck
- 1 Jordanka Donkova, Bulgarien – 7,87
- 2 Ludmila Narozjilenko (Engquist), Sovjetunionen  – 7,94
- 3 Gabi Lippe, Västtyskland – 7,96

#### Stafett 4 x 400 m
- Ingen tävling

#### Höjdhopp
- 1 Alina Astafei, Rumänien – 1,96
- 2 Hanne Haugland, Norge  – 1,96
- 3 Maryse Ewanjé-Épée, Frankrike  – 1,91

#### Längdhopp
- 1 Galina Tjistjakova, Sovjetunionen – 6,98
- 2 Jolanda Tjen, Sovjetunionen  – 6,86
- 3 Ringa Ropo-Junnila, Finland – 6,62

#### Kulstötning
- 1 Stephanie Storp, Västtyskland – 20,30
- 2 Heike Hartwig, Östtyskland  – 20,03
- 3 Iris Plotzitzka, Västtyskland – 19,79

## Medaljfördelning
| Medaljfördelning |                 |      |        |       |        |
| Plats            | Land            | Guld | Silver | Brons | Totalt |
| 1                | Storbritannien  | 4    | 4      | 1     | 9      |
| 2                | Sovjetunionen   | 3    | 5      | 4     | 12     |
| 3                | Västtyskland    | 3    | 2      | 4     | 9      |
| 4                | Nederländerna   | 3    | 2      | 1     | 6      |
| 5                | Rumänien        | 3    | 0      | 1     | 4      |
| 6                | Frankrike       | 2    | 1      | 4     | 7      |
| 7                | Östtyskland     | 1    | 4      | 0     | 5      |
| 8                | Spanien         | 1    | 2      | 0     | 3      |
| 9                | Österrike       | 1    | 0      | 1     | 2      |
| 10               | Bulgarien       | 1    | 0      | 0     | 1      |
| 11               | Norge           | 0    | 1      | 1     | 2      |
|                  | Schweiz         | 0    | 1      | 1     | 2      |
| 13               | Finland         | 0    | 0      | 2     | 2      |
| 14               | Polen           | 0    | 0      | 1     | 1      |
|                  | Tjeckoslovakien | 0    | 0      | 1     | 1      |